# جان جیمز پرینگل

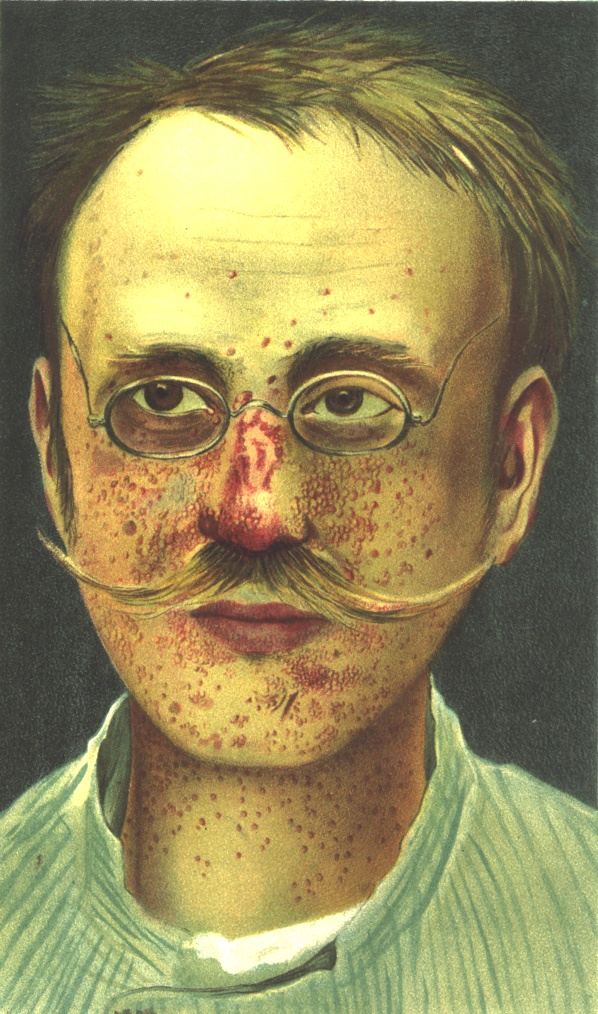
مردی مبتلا به آدنوم سباسئوم، ۱۹۰۳ میلادی

جان جیمز پرینگل (انگلیسی: John James Pringle؛ ‏ ۱ ژانویهٔ ۱۸۵۵ – ۱۸ دسامبر ۱۹۲۲) پزشک متخصص بیماری‌های پوست و مو اهل بریتانیا بود.
وی در سال ۱۸۷۶ میلادی، در رشتهٔ پزشکی از دانشگاه ادینبرو فارغ‌التحصیل شد و دورهٔ تخصصی پوست‌شناسی را در وین زیر نظر فردیناند ریتر فون هبرا و موریتس کاپوشی و در پاریس زیر نظر امیل ویدال و ژان آلفرد فورنیه گذراند.
او برای نخستین بار «آدنوم سباسئوم» را به زبان انگلیسی توصیف کرد که امروزه «آنژیوفیبروم صورت» نامیده می‌شود.